# Аша Блейк
Аша Блейк (англ. Asha Blake; нар. 20 серпня 1961, Гаяна) — американська журналістка гаянського походження, п'ятиразова лауреатка премії «Еммі» в галузі телевізійних новин. Її кар'єра в США охоплювала ведучу новинних програм на телеканалах ABC та NBC, денних та розважальних ток-шоу, а також ведучу місцевих новин на флагманських новинних станціях KNBC та KTLA. У 1999 році Блейк разом із Джоді Епплґейт та Флоренс Гендерсон була співведучою програми «Пізніше сьогодні» (англ. Later Today) на NBC, яка є відгалуженням «Сьогодні» (англ. Today Show).

## Біографія

### Раннє життя
Аша Блейк народилася 20 серпня 1961 року в Гаяні, Південна Америка, та виросла у Торонто, Канада, та в Міннесоті, США.

### Освіта
Здобула ступінь бакалавра журналістики на факультеті журналістики Університету Міннесоти.

### Кар'єра
Блейк розпочала свою кар'єру на телеканалі KJCT-TV у Ґранд-Джанкшн, штат Колорадо.
Після того, як «Пізніше сьогодні» (англ. Later Today) пішла з ефіру у 2000 році, Блейк вела дві синдиковані програми: «Розумне садівництво» (англ. Smart Gardening) на PBS та національну синдиковану програму «Життєві моменти» (англ. Life Moments).
У 2005 році Блейк приєднався до KWGN-TV.